# Justicia de Aragón

Escudo de la Institución

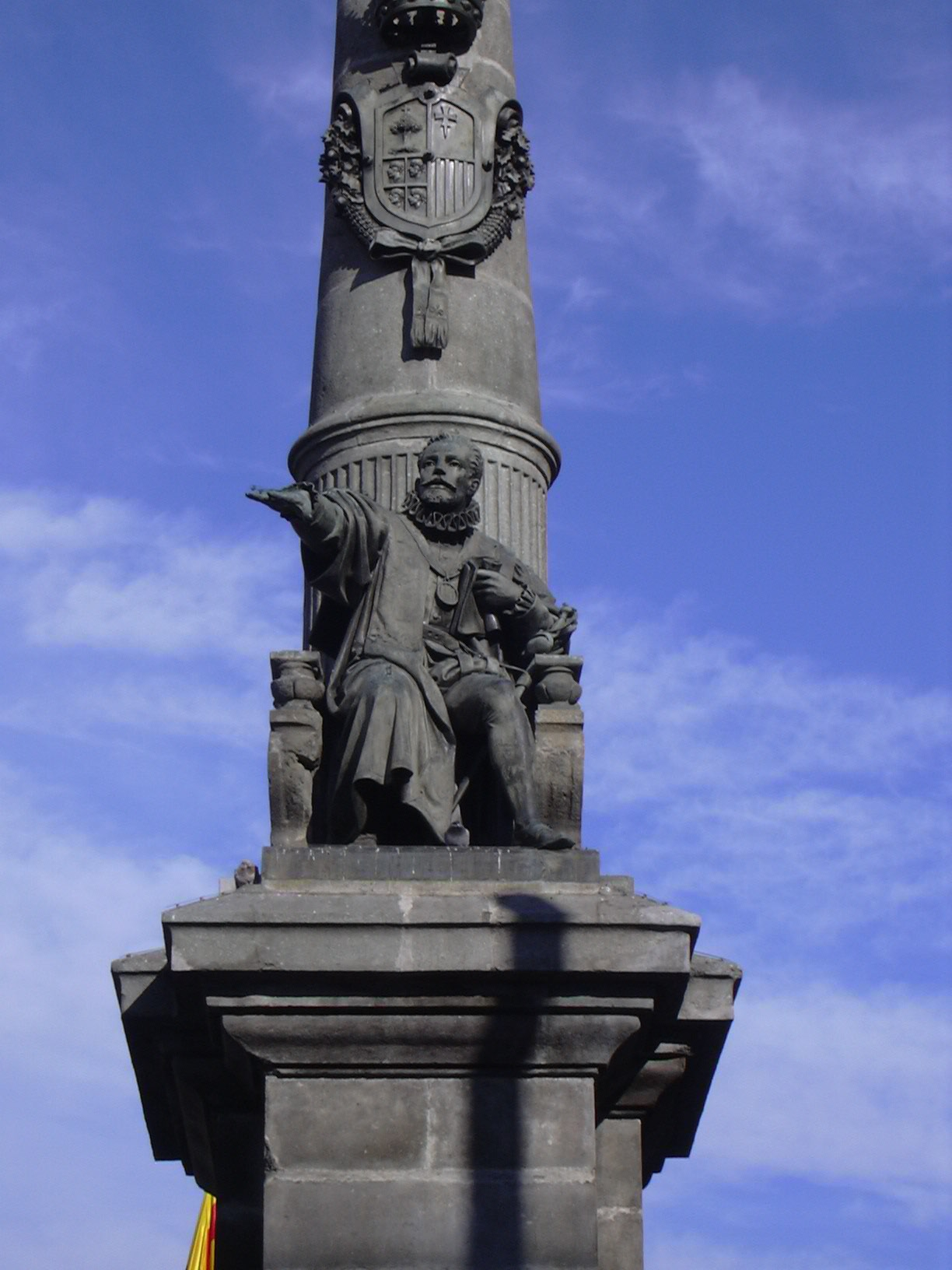
Juan de Lanuza y Urrea, monumento al Justiciazgo (1904), Zaragoza.

El Justicia de Aragón (en  aragonés, O Chusticia d'Aragón; en catalán, El Justícia d'Aragó) es una institución de autogobierno de la comunidad autónoma de Aragón, junto al presidente, las Cortes de Aragón y la Diputación General o Gobierno de Aragón, según el Estatuto de Autonomía.
Desde la Edad Media hasta 1711 fue una institución histórica y un cargo homónimo ejecutivo con dignidad de Ilustre del Reino de Aragón. En opinión de algunos autores, se trata del precedente lejano de todos los Defensores del Pueblo.

Y por su alta dignidad se llamaban ilustres los justicias de Aragón, cuyo supremo magistrado es único en el orbe, como decía el arzobispo Fernando de Aragón y Pedro de Luna, cuando Benedicto XIII solía decir que era el justicia de Aragón el mayor oficial lego que había en el mundo.

La figura del Justicia de Aragón se volvió a crear en el Estatuto de Autonomía de Aragón de 1982. 
Actualmente es el defensor de los derechos y libertades de la ciudadanía, del ordenamiento jurídico aragonés y del Estatuto de Autonomía. A diferencia de su configuración medieval, en la actualidad no juzga ni dicta sentencias sobre los conflictos en los que interviene, sino que supervisa la actividad de la Administración, a través de sugerencias, recomendaciones e informes especiales sobre materias de su competencia.

## Historia del Justicia de Aragón

Emblema histórico de la Institución

Es en 1115 cuando aparece por primera vez la denominación de Justicia del rey, referido a Pedro Giménez, en un privilegio concedido por Alfonso I El Batallador a los pobladores de Zaragoza.
Dicho cargo, que debió corresponder al de un asesor de la curia real, paso a convertirse en una institución propia del reino en las Cortes de Aragón celebradas en Ejea en 1265, estableciéndose ya como un juez medio que dirime los conflictos entre el rey y la nobleza.
En 1283 el Privilegio General de Aragón confirma este carácter mediador, ampliando su jurisdicción a los pleitos y causas entre los propios nobles.
Después del rey, era el Justiciazgo la institución más importante y prestigiosa de la organización política del Reino de Aragón. 
El Justicia se convertiría en juez encargado de dirimir los conflictos entre la monarquía y los aforados.
Con el tiempo la figura del Justicia de Aragón se convirtió en un cargo sucesorio de algunas familias (como la familia Lanuza), y era esencialmente en una justicia aristocrática.
Durante siglos presidió las Cortes de Aragón en ausencia del Rey, tomó juramento a los reyes de Aragón en la catedral de La Seo de Zaragoza, desempeñó las funciones de un magistrado y asumió la interpretación del Derecho aragonés.

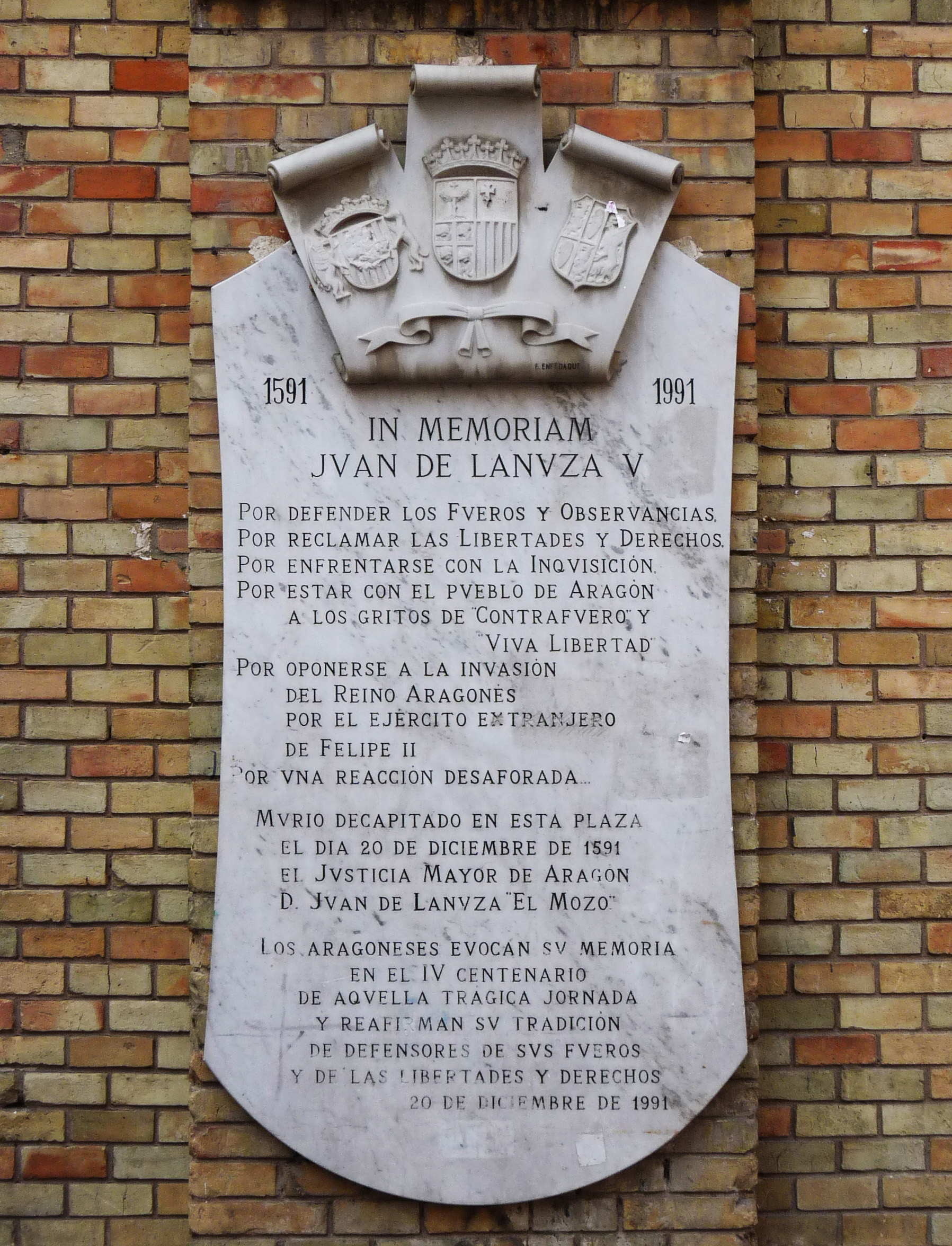
Placa en recuerdo de Juan de Lanuza en el lugar donde fue ejecutado en Zaragoza

Desde 1442 se considera cargo vitalicio, sin posibilidad de destitución y adquieren mucha relevancia los Lugartenientes, de tal forma que se pasa de una magistratura personal, la del Justicia, al Justiciazgo como institución.
Esta Institución sufrió diversos avatares por defender las leyes y soportó represalias transcendentales en diversos momentos de la Historia. Los más importantes, que aun son conmemorados contemporáneamente, fueron los hechos conocidos como las Alteraciones de 1591. 
Estas revueltas ciudadanas acabaron con la decapitación de Juan de Lanuza el Mozo por enfrentarse a la voluntad del rey Felipe II de España, que había entrado en el reino de Aragón con ejércitos para reducir las revueltas que se estaban produciendo debido al intento del tribunal de la inquisición de aprehender y procesar a Antonio Pérez, natural de Guadalajara pero de familia aragonesa, para que no pudiera acogerse a la jurisdicción del Justicia Mayor.
La defensa del Justicia Juan de Lanuza de los privilegios forales aragoneses fue castigada con su decapitación. En las Cortes de Tarazona de 1592 se establecieron importantes restricciones a la figura del Justicia, que pasa además a ser nombrado por el rey y a las atribuciones de la Diputación del General del Reino de Aragón, especialmente en materia militar. 
En el S. XVIII d. C., Felipe V de España suprimió definitivamente la figura del Justicia en el año 1707 por medio de los Decretos de Nueva Planta. 

### El Proceso de Manifestación

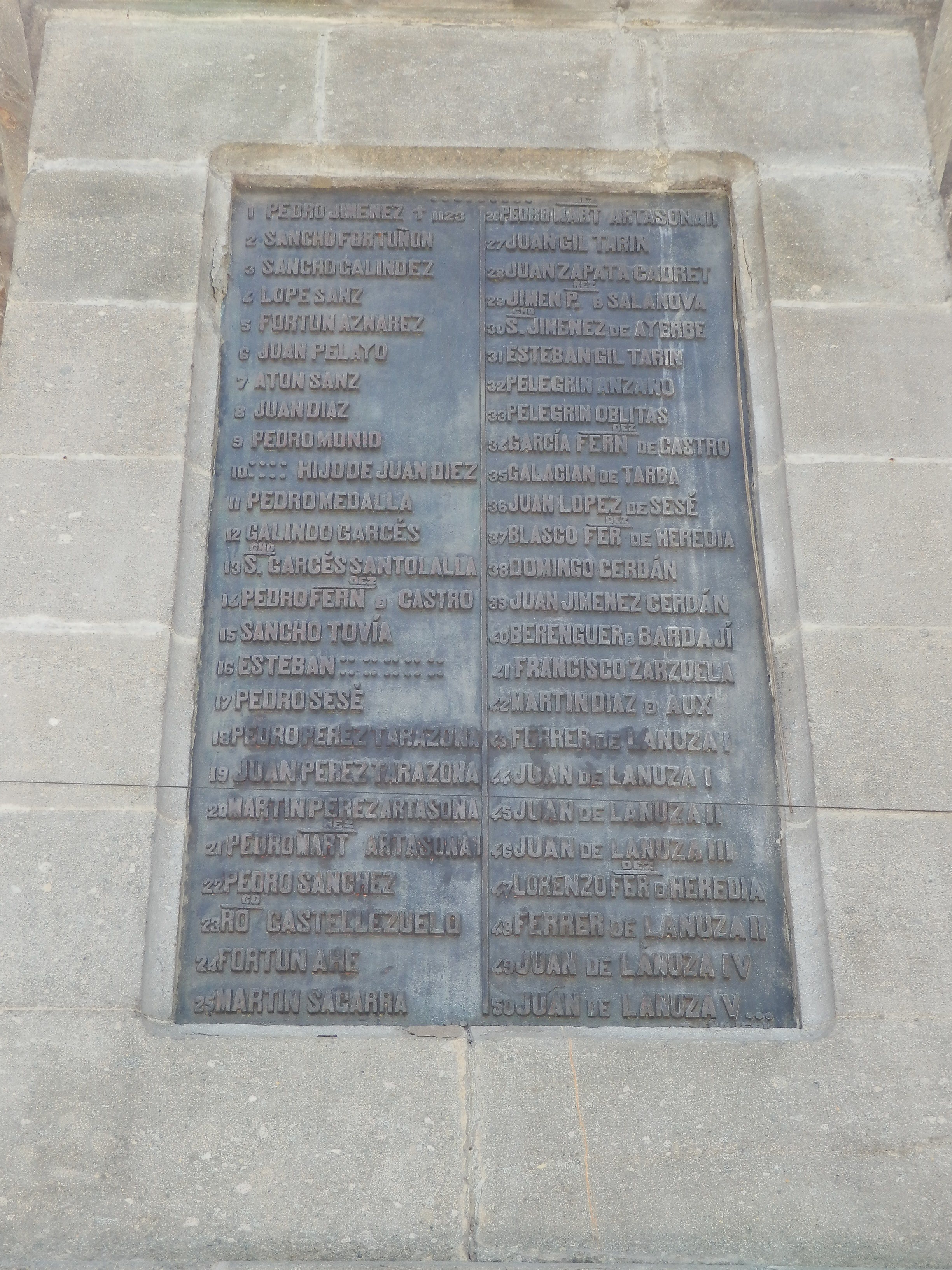
Listado de los primeros 50 Justicias de Aragón.

En el Reino de Aragón la tortura de personas aforadas fue prohibida en 1325 por la Declaratio Privilegii generalis aprobada por el rey Jaime II en las Cortes de Aragón reunidas en Zaragoza.
La prohibición fue realmente efectiva gracias al derecho que poseían los aforados aragoneses (ricos hombres, mesnaderos, caballeros, infanzones, ciudadanos y hombres de villas honrados) denominado "Manifestación de personas", anterior al habeas corpus del derecho inglés al que se asemeja, y que perseguía, según el jurista del siglo XVIII d. C. Juan Francisco La Ripa, «librar a la persona detenida en sus cárceles [en las de los jueces reales] de la opresión que padeciese con tortura o [de] alguna prisión inmoderada». El derecho consistía en que el Justicia de Aragón podía ordenar a un juez o a cualquier otra autoridad que le entregara —«manifestara»— a un aforado detenido con el fin de que no se cometiera ninguna violencia contra él antes de dictarse la sentencia, y sólo tras dictarse esta y haberse cerciorado de que la misma no estaba viciada, el Justicia devolvía al reo para que cumpliera su castigo. El juez u otra autoridad que se negaran a manifestar al preso incurrían en contrafuero. De esta forma se evitaba que el reo fuera torturado. Este derecho no se aplicaba a los siervos de los señores aragoneses, sobre los que sus amos tenían una jurisdicción absoluta.

### "Y si no, no"
Esta mítica fórmula de juramento de los Reyes de Aragón, tomado por los Justicias,  aparece por primera vez en documentos de la segunda mitad del siglo XVI d. C., siendo usada para explicar la difícil relación entre el rey y las cortes aragonesas y, posteriormente, para argumentar en contra del absolutismo real. En una de sus múltiples formulaciones, la descrita por Antonio Pérez dice:

Nos, que somos tanto como vos y todos juntos más que vos, os hacemos rey de Aragón, si juráis los fueros y si no, no.

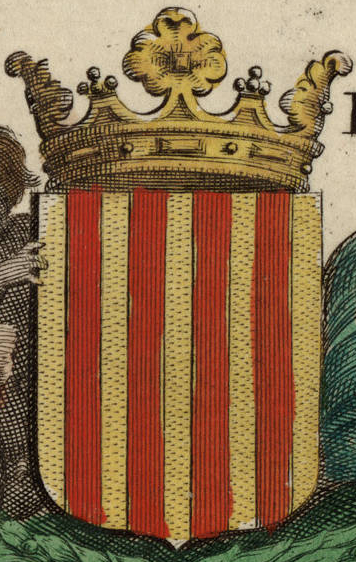
Señal Real de Aragón

Esta versión es la primera en que aparece el famoso "y si no, no". Pérez también describe las supuestas circunstancias de su uso cuando el Justicia tomaba el juramento al Rey. Estas múltiples versiones parecen indicar la existencia de una tradición oral previa.
El mito parece estar basado en las concesiones impuestas a Alfonso III de Aragón por el Privilegio de la Unión, y es consonante con los también míticos Fueros de Sobrarbe. El Privilegio de la Unión incluía lo siguiente:

Porque si lo que dieus non quiera nos, ó los nuestros successores contraviniessemos á las cosas sobreditas en todo ó en partida: queremos é otorgamos, et expresament de certa sciéncia assí la hora como agora consentimos que daquella hora á nos ni á los successores en el dito Regno de Aragon non tengades ni hayades por Reyes, nin por seynnores en algún tiempo. Ante sines algún blasmo de fe é de leyaltad podades fazer, et fagades otro Rey et seynnor cual queredes e d’on queredes…

Esta extraordinaria e inusitada cláusula fue derogada por las Cortes convocadas después de que Pedro IV derrotara a los partidarios de la Unión en la batalla de Épila. 
No contentándose solo con derogar la norma, también se ordenó la destrucción de todas las copias existentes, con Pedro IV mismo rompiendo uno de los originales con su famoso puñal, y la prohibición de su difusión. Afortunadamente, al menos una copia sobrevivió, estando en posesión en el siglo XVI d. C. de los cronistas de Aragón y siendo redescubierta en el siglo XIX d. C. La prohibición era todavía parte de los Fueros en la compilación de 1552. Ralph Giesey especula que la prohibición tuvo que ser discutida por los compiladores, así como la razón por la que era necesaria, posiblemente originando la leyenda.

## El Justicia de Aragón en la actualidad

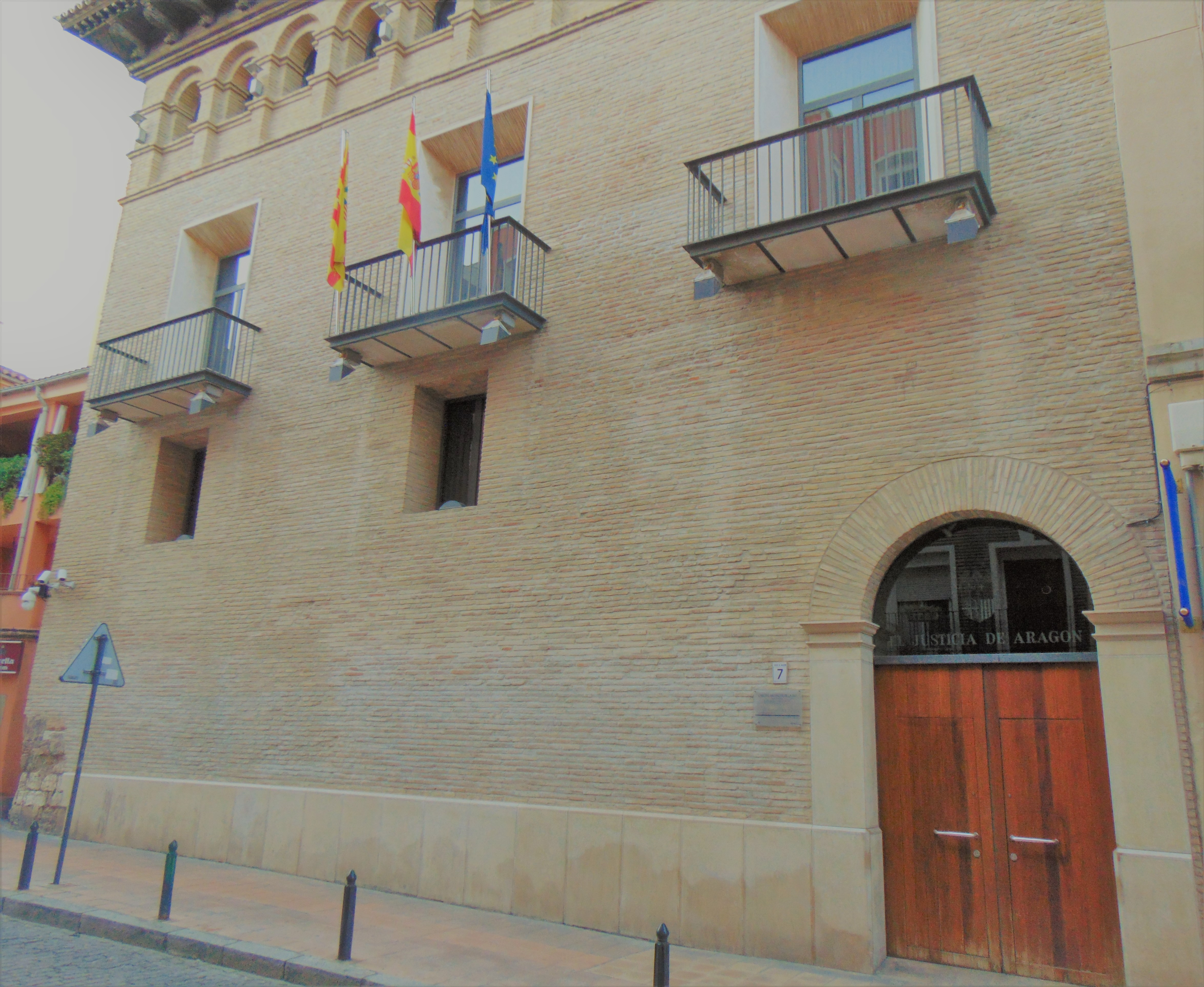
Palacio de Armijo

La figura del Justicia de Aragón fue restaurada en 1982 con el Estatuto de Autonomía de Aragón y amparada por la Constitución de 1978. 
El Justicia es la tercera autoridad de la comunidad autónoma, tras el Presidente  y el presidente de las Cortes de Aragón.
El primer Justicia de la etapa moderna fue Emilio Gastón, designado por las Cortes de Aragón en 1987 en un acto cargado de simbolismo.
El 2 de diciembre de ese año se celebró en el Salón de Obispos del Palacio episcopal de Tarazona una sesión plenaria extraordinaria para designar al primer Justicia tras 280 años de su abolición definitiva, con los Decretos de Nueva Planta de 1707.
Gastón juró el cargo ante las Cortes y con la presencia en la sala de la arqueta que contenía los restos óseos del Justicia Juan de Lanuza V. 
Tanto la fecha como el espacio fueron elegidos de forma simbólica, ya que en ese mismo Salón de Obispos, el 2 de diciembre de 1592, Felipe II refrendó con su firma las Cortes de Tarazona de 1592, que supusieron el final de la concepción del Justicia como contrapoder al rey.

De esta forma, quedó restaurada esta institución, 395 años después de que en el mismo lugar fuese cercenada y despojada de su esencia y función.

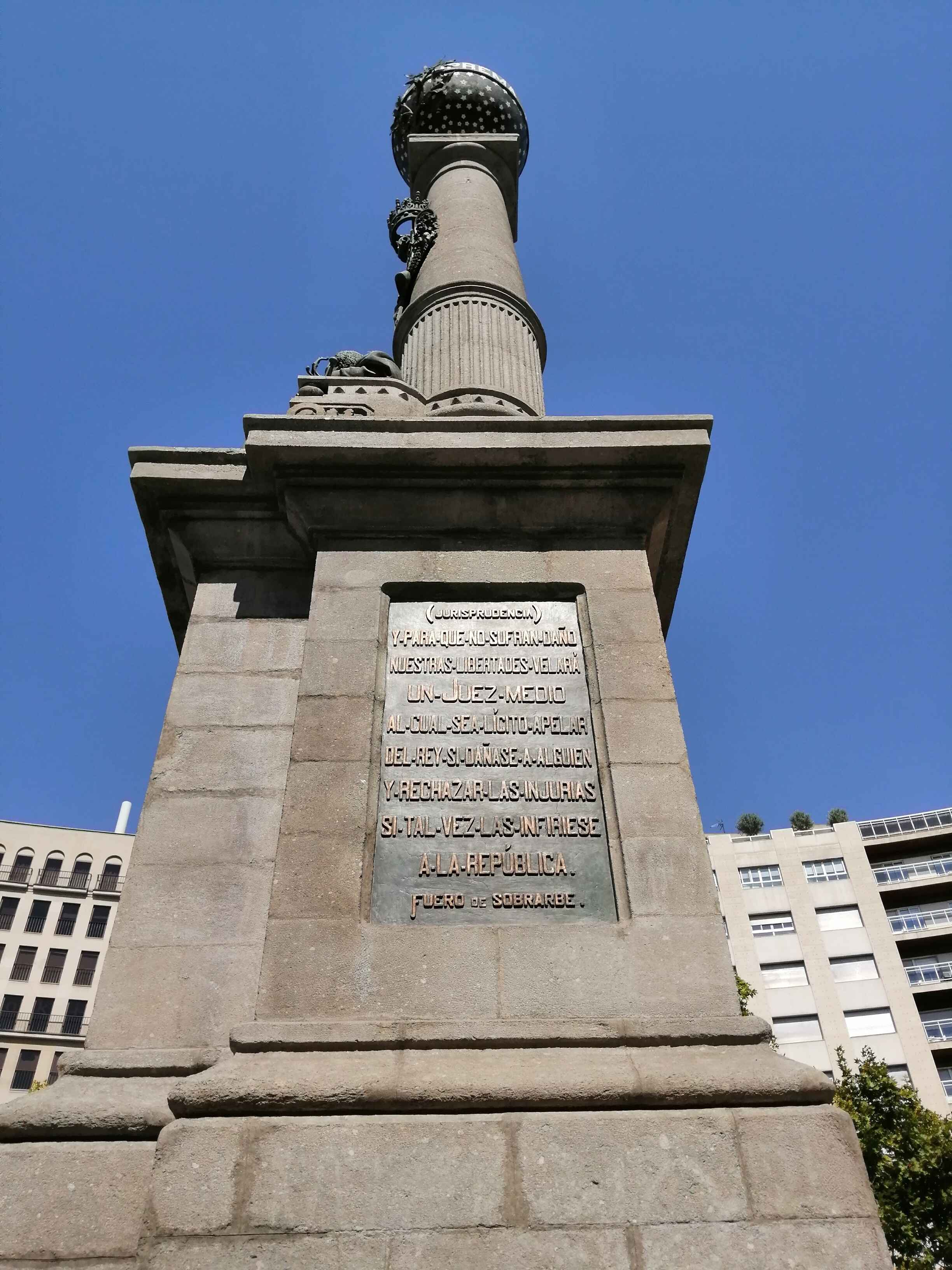
Artículo del Fuero de Sobrarbe en el monumento al Justiciazgo.

En 1993 fue elegido Justicia Juan Bautista Monserrat quien ejerció hasta 1998, que fue sucedido por Fernando García Vicente hasta abril de 2018, momento en que las Cortes de Aragón eligieron a Ángel Dolado Pérez, que permaneció en el cargo hasta el 2 de junio de 2023, cuando renunció al mismo. Su lugarteniente, Javier Hernández García, único nombrado para tal puesto en la época moderna (tomó posesión como tal el 3 de octubre de 2018 tras ser aceptado su nombramiento por las Cortes de Aragón),ocupó las funciones del puesto provisionalmente, como ya había hecho durante la larga enfermedad de Dolado en sus últimos años de mandato, hasta la elección de un nuevo titular de la institución.
Las Cortes de Aragón nombraron a la magistrada Concepción Gimeno como la quinta justicia de la democracia el día 15 de febrero de 2024, jurando el cargo y tomando posesión al día siguiente.

### Sede del Justiciazgo
La sede actual del Justicia de Aragón se encuentra en el zaragozano Palacio de Armijo, en la calle Don Juan de Aragón.
Este palacio renacentista del siglo XVI d. C. fue convertido en sede de la institución en 1995 con motivo de 404 aniversario de la ejecución de Juan de Lanuza V.

### Procedimiento de elección
Para la designación del Justicia de Aragón será preciso el voto favorable de las tres quintas partes de los miembros de la Cámara.
Caso de no resultar elegido ningún candidato en primera convocatoria, se volverá a iniciar el procedimiento con nuevas propuestas de los Grupos Parlamentarios. Si celebradas tres votaciones en total, ninguno de los candidatos obtiene la mayoría requerida en este precepto, bastará para las siguientes votaciones la mayoría absoluta.
La duración del mandato del Justicia de Aragón será de cinco años.

### Funciones

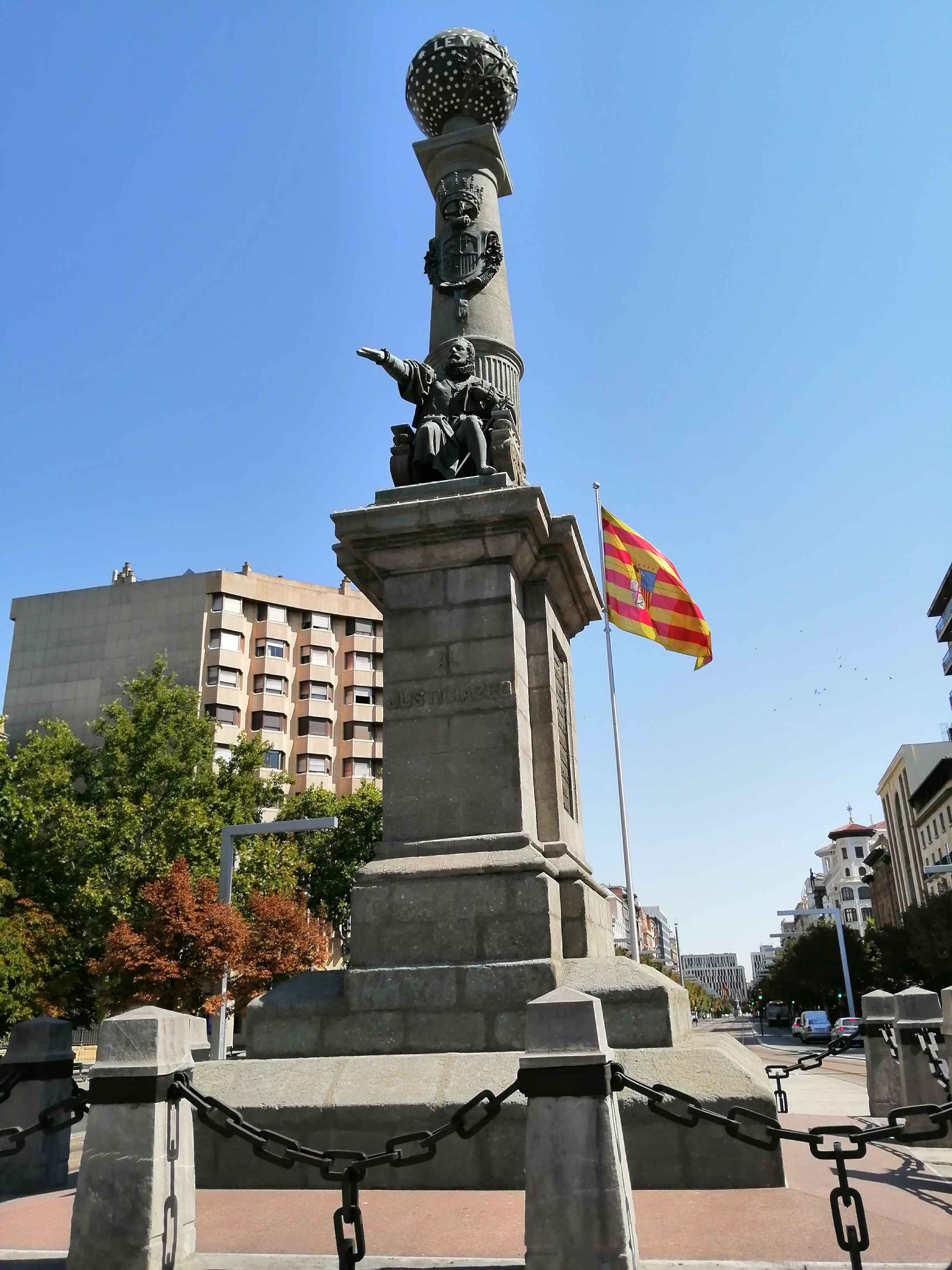
Monumento al Justiciazgo.

Según el Estatuto de Autonomía de Aragón, el Justicia de Aragón tiene tres funciones básicas:
- Proteger y defender los derechos individuales y colectivos de los ciudadanos frente a las actuaciones irregulares de las Administraciones Públicas.
- Defender el Estatuto de Autonomía de Aragón.
- Tutelar el Ordenamiento Jurídico Aragonés, fundamentalmente en lo referido al Derecho Foral.

Estas dos últimas funciones son las que le otorgan una carácter especial respecto a otros Defensores u Ombudsman, así como su posición institucional.

### El Derecho Civil Foral Aragonés
El Decreto de Nueva Planta de 1711 reestableció el derecho aragonés en el ámbito privado, es decir el derecho civil foral, que ha permanecido vigente hasta nuestros días.
El principio fundamental en el Derecho Aragonés sería el del respeto a la libertad civil, supone que los ciudadanos se rigen por lo libremente pactado de forma que sólo, en defecto de pacto, habrá que estar a lo que disponga la ley. Se trata del llamado "Standum est Chartae".
El Derecho Foral vigente hoy en Aragón es el recogido en el apéndice de 1929, en la Compilación de 1967 y  las posteriores reformas efectuadas por las Cortes de Aragón. 
Son normas de Derecho civil que regulan los aspectos de la vida privada de los aragoneses, especialmente en sus relaciones familiares y en materia de sucesiones. Como ejemplo de estas instituciones peculiares en Aragón:
- Los menores de edad desde que cumplen catorce años pueden celebrar actos y contratos.
- Al menor de edad que contrae matrimonio se le considera mayor de edad.
- La viudedad aragonesa y el derecho expectante de viudedad.
- Existe la amplia libertad de testar y la posibilidad de otorgar testamento mancomunado.[8]